# 404e régiment d'infanterie
Le 404e régiment d'infanterie (404e RI) est un régiment d'infanterie de l'Armée de terre française constitué en 1915 avec des blessés guéris et des jeunes soldats de la classe 1915 provenant principalement de la 4e région militaire (Le Mans).
Les régiments dont le numéro est supérieur à 400 sont des régiments de marche.

## Création et différentes dénominations
- Avril 1915: Constitution du 404e Régiment d'Infanterie (à trois bataillons) à La Flèche avec des éléments venus des dépôts de la  4e Région Militaire

## Chefs de corps
- Avril 1915 - 16 octobre 1916: Lieutenant-colonel Guyot
- 16 octobre 1916 2 mai 1917- : Lieutenant-colonel Eberlé
- 2 mai 1917 - 21 mars 1918: Lieutenant-colonel Saint-Agnès
- 21 mars 1918 - 19 juillet 1918 Colonel Grosjean
- 19 juillet 1918- 16 août 1918: Colonel Erulin
- 16 août 1918 - Dissolution: Colonel Schneider

## Historique des garnisons, combats et batailles du404eRI

### Première Guerre mondiale

#### Affectations
- 151e Division d’Infanterie d’avril à juin 1915 ;
- 121e Division d’Infanterie de juin 1915 à novembre 1918.

#### 1915
- Mai 1915 – avril 1916: Front de l’Aisne : Tracy-le-Mont, Moulin-sous-Touvent, Nouvron, Vingré

#### 1916
- Juin – octobre : Bataille de la Somme :
  - Juillet : Estrées, Belloy-en-Santerre
  - 20 juillet : Tranchée du Chancelier
  - 14 octobre : Berny-en-Santerre
  - Octobre : Génermont, Nord de Fresnes

#### 1917
- Aisne :
  - Mars : Rémigny, Vendeuil
  - 4 avril : Arvillers
  - Mai : Jussy
- Décembre :  Chemin des Dames : Barbonval, ravin de Coutard

#### 1918
- Flandres
  - 20 mai : Le Kemmel
  - 27 mai : Mille Kruiss
- Oise :
  - 9 juillet : Ferme Porte
  - La Berlière
  - La ferme Baroque
  - Tranchée la Brebis
  - L’Alouette
  - Août : l’Autruche
  - Marquéglise
  - 10 août : Ressons
  - Plessis-Cacheleux
  - 28 août : Lagny
  - 15 octobre : Notre-Dame-de-Liesse

#### 1919
15 avril 1919 le régiment est dissous.

## Drapeau
Il porte, cousues en lettres d'or dans ses plis, les inscriptions suivantes :
- La Somme 1916
- Le Matz 1918
- Noyon 1918

Il obtient la fourragère aux couleurs de la Croix de guerre 1914-1918 le 19 septembre 1918.

## Personnages célèbres ayant servi au404eRI
- François Berthault (1887-1934), poète
- Marcel Tribut (1894-1973), maire de Tours de 1947 à 1959